# Mirza Schaffy Wazeh

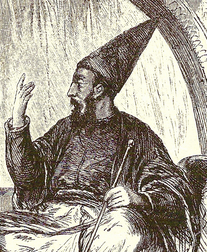
Mirza Schaffy

Mirza Schaffy Wazeh (persisch Mīrzā Schafīʿ Wāzeh / میرزا شفیع واضح / Mīrzā Šafīʿ Wāżeḥ, moderne aserbaidschanische Schreibweise Mirzə Şəfi Vazeh, alternativ auch Mirzä Şäfi Vazeh, kyrill. Мирзә Шәфи Вазеһ, deutsch auch Mirzä Schäfi Wazeh geschrieben, meist einfach Mirza Schaffy oder Mirza-Schaffy genannt; * um 1796 in Gandscha; † 1852 in Tiflis) war ein aserbaidschanischer Dichter.
Sein Vater Abdullah war Architekt des Dschawad-Khan-Palasts in Gəncə. Seine Verse erschienen in mehreren europäischen Sprachen. 1844 gründete er in Tiflis die literarische Gesellschaft „Diwani Hikmet“ (übersetzt „göttliche Weisheit“), die viele prominente Aserbaidschaner, Russen und ausländische Intellektuelle besuchten.
Dort lernte ihn der Schriftsteller Friedrich von Bodenstedt (1819–1892) kennen. Dieser veröffentlichte 1851 in Deutschland Die Lieder des Mirza-Schaffy, wobei umstritten ist, ob Wazeh oder Bodenstedt als Verfasser anzusehen ist. Das Buch war ein großer Erfolg und wurde in mehrere europäische Sprachen übersetzt. Einige Lieder wurden überdies von Komponisten wie Rubinstein (Op. 34) oder Reinhold Becker (Op. 3) vertont.
Bodenstedt behauptete zunächst, die von ihm veröffentlichten „Lieder“ seien Übersetzungen von Gedichten des aserbaidschanischen Dichters Mirza Schaffy Vazeh, widerrief diese Aussage jedoch später und gab zu, sie selbst verfasst zu haben – mit Ausnahme weniger möglicherweise nachgedichteter Verse unbekannter Herkunft. Bis heute sind keine Originaltexte von Vazeh aufgetaucht, die als Vorlage für Bodenstedts Werke gedient haben könnten, weshalb die Frage nach einer möglichen Inspiration oder motivischen Anlehnung weiterhin ungeklärt bleibt.
Bodenstedts Gedichtsammlung Die Lieder des Mirza-Schaffy ist in folgende Abschnitte gegliedert:
- Prolog (von Friedrich Bodenstedt)
- Zuléikha
- Lieder der Klage
- Lieder zum Lobe des Weines und irdischer Glückseligkeit
- Lieder und Sprüche der Weisheit
- Tiflis. Verschiedenes
- Mirza-Jussuf
- Hafisa
- Glaube und Leben
- Vermischte Gedichte und Sprüche
- Abschied von Tiflis
- Epilog